# イフ・ゴッド・ウィル・センド・ヒズ・エンジェルス
「イフ・ゴッド・ウィル・センド・ヒズ・エンジェルス」（If God Will Send His Angels)は、U2の1997年アルバム『Pop』に収録されている曲で、シングルカットされた。

## 概要
「Last Night on Earth」「If You Wear That Velvet Dress」「Wake Up Dead Man」と同様、『Zooropa』のアウトテイクで、ビル・フラナガンの『U2 At The End of the World』で言及されている。本の中で曲をVibes、Songs、Soundtracksの3つのカテゴリーに分けたリストが紹介されており、この曲はVibesに分類されている。またBPファロンの『Faraway So Close』でも「非常に美しい『If God Will Send His Angels』という曲もあった」と言及されている。
ボノ曰く、"答え"を探し求めている女性に対して、男性が「自分の身の回りにあるじゃないか」と叱っているSF風ゴスペル。エッジ曰くカントリー風ヒップホップとのこと。
「Please」「Last Night on Earth」「If God Will Send His Angels」はシングルカットされた際、リテイクされている。

## 収録曲
Version 1 CD（UK盤）
1. Single Version
2. Slow Dancing
3. Two Shots of Happy, One Shot of Sad
4. Sunday Bloody Sunday (Live from Sarajevo)

Version 2 CD（USA盤）
1. Single Version
2. Mofo (Romin Remix)

## PV
- 監督：フィル・ジョアノー
- プロデューサー：ジェーン・リアドン
- 編集：フィル・ジョアノー
- ロケ地：Hi-Liter Diner, Highland Park（デトロイト）
- 撮影日：1997年11月1日
- リリース日：1997年11月19日

撮影は1997年11月1日の午後9時から翌朝の4時半にかけて行われた。ボノが宿泊していたRitz Carltonの外にU2ファンが何人かいたので、彼らのエキストラとして参加してもらった。このPVはヨーロッパで流され、北米ではこの曲を提供した『シティ・オブ・エンジェル』のシーンを挿入したヴァージョンが流された。

## ライブ
Popmartツアーの1stレグで計22回演奏されたが、初日の1997年4月25日のラスベガス公演でのみ唯一フルバンドで、それ以外はアコギで演奏された。

## アウトアピアランス
- 『シティ・オブ・エンジェル』 (1998) - ニコラス・ケイジとメグ・ライアンが出演した1998年のアメリカ映画のサントラ。ヴィム・ヴェンダースの『ベルリン・天使の翼』のリメイクである。

## リミックス
- Grand Jury Mix （1997）

by Gerald Baillergeau, AKA Big Yam, Victor Merritt, AKA Vino 
(「Mofo」『Artificial Horizon』収録)
- Big Yam Mix （2002）

by  Gerald Baillergeau, Victor Merritt 
(『The Best Of 1990-2000 収録』)

## B面

### Slow Dancing
「Stay (Faraway, So Close!)」のB面には、ボノとエッジによるアコギヴァージョンが収録されたが、こちらはウィリー・ネルソンを伴ってのフルバンド演奏。ミッキー・ラファエルがハーモニカを担当している。

### Two Shots of Happy, One Shot of Sad
1992年にボノとエッジがフランク・シナトラのために書いた曲。1995年11月19日に放送された、シナトラの80歳の誕生日を祝うトリビュート番組のためにボノとエッジによってロンドンでレコーディングされた。ストリングス・アレンジメントはクレイグ・アームストロングである。結局、フランク・シナトラがレコーディングする機会はなかったが、2004年に娘のナンシー・シナトラがレコーディングし、アダムとラリーが参加した。その際、ナンシーは1人称から3人称に変え、父親に言及している。
→「Two Shots of Happy, One Shot of Sad」

### Sunday Bloody Sunday (Live from Sarajevo)
1997年9月23日に行われたPopmartツアーサラエボ公園での演奏。喉を潰したボノの代わりにエッジがアコギで歌っている。この後、カラオケの代わりにエッジのアコギによる「Sunday Bloody Sunday」がセトリに入った。